# Szávavölgyi kopó
A szávavölgyi kopó (posavski gonič), vagy angolul Scent Hound from the Save Valley egy horvát kutyafajta.

## Történet
Kialakulása az 1700-as évekre tehető. Valószínűleg közös származású az egykori Jugoszlávia területén kialakult hasonló fajtákkal, amelyek az adriai kikötőkön át települhették be. 
Elsősorban nyúlra és szarvasra vadásznak vele, különösen jól alkalmazkodott a nehéz hegyi terepen zajló vadászatokhoz.

## Külleme
Zömök testű, jó felépítésű, középtermetű kutya, marmagassága 43-59 centiméter, tömege 16-20 kilogramm. Feje hosszú, viszonylag keskeny. Szeme sötétbarna, füle lelóg. Háta egyenes, fara csapott, mellkasa mély, a könyökéig ér, hasa enyhén felhúzott. Végtagjai egyenesek, párhuzamosak, izmosak.  Szőrzete kemény, merev, sűrű, kb. 2-4 cm hosszú, legtöbbször vörös alapszínű kutya. A sárga vagy őzbarna példányok jóval ritkábbak.

## Jelleme
Élén, éber, lendületes, határozott, kedves. Feltétlenül sok mozgást igénylő, fürge eb. 